# Henrik van Denemarken (2009)
Henrik Carl Joachim Alain, graaf van Monpezat (Kopenhagen, 4 mei 2009) is Graaf van Monpezat. Hij was tot 1 januari 2023 Prins van Denemarken. Hij is een lid van de Deense koninklijke familie en een zoon van prins Joachim en prinses Marie. 
Henrik werd geboren in het Academisch Ziekenhuis van Kopenhagen. Zijn titels bij geboorte waren Prins van Denemarken en Graaf van Monpezat. Zijn voornamen werden op 26 juli 2009 volgens Deense traditie naar buiten gebracht. Op die dag werd hij gedoopt in de kerk van Møgeltønder, waar zijn ouders ruim een jaar eerder waren getrouwd.
Hij heeft een jongere zus Athena en twee oudere halfbroers uit een eerder huwelijk van zijn vader; Nikolai en Felix. Henrik is opgenomen in de lijn van troonopvolging.
Op 28 september 2022 ontnam zijn grootmoeder Margrethe II hem per 1 januari 2023 de titel van prins. Ook zijn zus en twee halbroers verloren per die datum die titel. Alle vier verloren per die dag ook hun lidmaatschap van het Deense Koninklijk Huis.